# Ny Ateisme
Ny ateisme, Nyateisme eller Neo ateisme (engelsk: New Atheism) er Gary Wolfs beskrivelse fra 2006 af polemisk indstillet ateisme.
Den ny ateisme er kritik mod overtro og religion, der ikke bare skal tolereres, men bør modvirkes, kritiseres og afsløres med rationelle argumenter . Den ny ateisme mener, at religion har stor og negativ indflydelse på politik, statsførelse og uddannelse. Ny ateisme overlapper ofte sekulær humanisme og antiteisme især i sin kritik af, hvad mange nye ateister betragter som indoktrinering eller beskadigelse af børn (som omskæring) og fastholdelse af ideologier, der bygger på det overnaturlige[kilde mangler]. Der er rejst kritik af den nye ateisme for at være militant og fundamentalistisk, blandt andet af de danske forfattere Lars Christiansen og Lars Sandbeck i bogen `Gudløse hjerner`.
Begrebet "ny ateisme" blev første gang brugt af Gary Wolf i en 2006 artikel i magasinet Wired.